# Нада Милошевић Ђорђевић
Нада Милошевић-Ђорђевић (Београд, 2. децембар 1934 — Београд, 27. јул 2021) била је српски историчар књижевности и редовни члан САНУ на Одељењу језика и књижевности. Била је један од најугледнијих савремених српских фолклориста у свету и истакнути проучавалац српске народне књижевности.

## Биографија
Нада Милошевић-Ђорђевић рођена је у Београду 2. децембра 1934. године, од оца Михаила и мајке Милице, рођ. Павловић; удата Ђорђевић, мајка сина Михаила. У Београду је завшрила и основну школу и гимназију. Димпломирала је 1959. године на Катедри за југословенске књижевности и српскохрватски језик на Филозофском/Филолошком факултету Београдског универзитета, где је завршила и постдипломске студије из Народне књижевности. Ментор јој је био проф. др Видо Латковић. После прве године (1961), одбранила је рад О еволуцији класификације српскохрватских народних приповедака од Вука до данас, а после друге (1962) рад О структури српскохрватских народних приповедака. Докторску дисертацију под насловом Заједничка тематско-сижејна основа српскохрватских неисторијских епских песама и прозне традиције одбранила је 1970. године на истом факултету, пред комисијом коју су сачињавали др Мирослав Пантић, редовни професор, др Владан Недић, ванредни професор и др Радмила Пешић, доцент. Прошла је сва звања од асистента (1963) до редовног професора (1985) за предмет Народна књижевност на Катедри за југословенску (сада српску) књижевност. Предавала је исти предмет студентима етномузикологије на Факултету музичке уметности, а затим студентима етнологије на Филозофском факултету Београдског универзитета, прилагођавајући га њиховим потребама. У току оснивања и развоја Филолошко-уметничког факултета, држала је наставу из Народне књижевности у Крагујевцу.
Радила је као секретар (1963. и 1964) у Одбору за припремање Међународног симпозијума о стогодишњици смрти Вука Караџића, а 1965. и 1966. у Одбору за припремање V Конгреса Међународног удружења за упоредну књижевност (ICLA). Била је секретар (1971—1975), заменик директора (до 1983), директор (1984—1985) и председник (1986. и 1987) Савета Међународног славистичког центра Србије при Филолошком факултету у Београду. Председник Савета Филолошког факултета била је од 1989. до 1991, а у три мандата, до 2002. године бирана је за управника Катедре. Говорила је француски, енглески и руски језик, а служила се и немачким.
Руководила је пројектима на Филолошком факултету које је финансирало Министарство за науку, технологије и развој („Историја истраживања српске народне књижевности” /1996—2000/, „Српско усмено стваралаштво: проучавање наслеђене грађе до краја 19. века”, /2002—2003/), из којих је произишло неколико монографија. Била је ментор у изради десет докторских дисертација; консултант и члан комисија за одбрану на Филолошком, али и на Филозофском факултету у Београду и Новом Саду. Под њеним менторством одбрањено је двадесетак магистарских и специјалистичких теза.
За дописног члана САНУ изабрана је 30. октобра 2003, а за редовног 1. новембра 2012. године.
Као професор по позиву и као Фулбрајтов стипендиста за народну књижевност предавала је, у току 1988, у Сједнињеним Америчким Државама (UCLA, Los Angeles, UTAH, Salt Lake City). Одржала је низ предавања у Америци (Харвард, Беркли, Бернардини), Европи (Беч, Инксбрук, Клагенфурт) и Јужној Кореји. Учествовала је на националним и међународним конгресима у земљи и иностранству (Мађарска, Руминија, Пољска, Чехословачка, Велика Британија, САД, Русија, Израел). Радила је на припреми рукописа српских хришћанских певача у Пери-Лордовој збирци Харвардског универзитета.
Вила је један од уредника библиотеке Вуков Сабор (Рад-КП3 Србије), члан уредништва Анала Филолошког факултета Београдског универзитета, члан Европског друштва културе (SEC), председник Друштва за српски језик и књижевност Србије.
Од првог броја, 1994. године, била је уредник Данице, српског народног илустрованог календара који издаје Вукова задужбина. Била је члан уредништва Прилога за књижевност, језик, историју и фолклор, Савета међународног часописа Oral Tradition (Slavica Publishers, Inc., Columbus, Ohio, USA) од његовог оснивања 1986. (часопис покрива преко сто језичких подручја усмене традиције, а заштитни знак му је Филип Вишњић). Била је члан међунардоне фолклорне асоцијације Folklore Fellows при Финској Академији наука и Међународног друштва за проучавање народне прозе (International Society for Folk Narrative Research), Управног одбора Вукове задужбине и члан (претходно председник) Одбора за додељивање награда за науку; Одбора Одељења за књижевност и језик Матице српске и члан Жирија Награде „Младен Лесковац”; члан Уређивачког одбора едиције Студије о Србима (изд. Завод за уџбенике, Матица српска, Вукова задужбина).
Нада Милошевић-Ђорђевић била је председник Одбора за Народну књижевност САНУ и руководила је пројектима из ове области (радило се на дигитализацији текстова народних умотворина из Етнографске збирке Архива САНУ, на њиховом ишчитавању и убацивању у базу података, као и на каталогизирању прозне грађе према међународним индексима мотива и типова. Израђено је електронско критичко издање Ерлагенског рукописа народних песама сакупљених у 18. веку). Била је уредник публикације САНУ „Жене чланови САНУ”; члан Уређивачког одбора Српске енциклопедије за струку Народна књижевност (изд. Матица српска, САНУ, Завод за уџбенике); Управног одбора Задужбине Бранка Ћопића и жирија за награде из књижевности које носе његово име; Научног савета Задужбине Андрејевић; била је председник организационог одбора научног скупа за обележавање 150 година од смрти Вука Стефановића Караџића (2014).
До 2003. написала је преко тридесет рецензија рукописа зборника, књига, студија, пројеката, већином за потребе САНУ, за Одељење језика и књижевности и њему сродних одељења, за публикације Балканолошког и Етнографског института, за Зборник о Србима у Хрватској, итд.
Основна област њеног интересовања је историја и теорија српске народне (усмене) књижевности у јужнословенском и европском контексту.
Изучавала је народне приповетке, којима је у нашој средини било посвећено мање пажње него поезији (посебно епској). Основе структуралног метода руског научника Владимира Пропа, успостављеног на руској бајци, прва је прилагодила другим приповедним жанровима (новели, легендарној причи и предањима) у српској грађи, изнашавши њихове наративно синтагматске структуре. Користећи „логику наративних могућности” француске семиотичке школе (Бремон, Тодоров, Грејмас), анализовала је сам процес приповедања на регионалним, дијалекатским записима из половине 20. века. Поређењем са старијим варијантама из других крајева, указала је на начине успостављања равнотеже између континуитета врсте, динамике усмене импровизације и улоге међужанровских прожимања. У жанровима где естетска функција није носећа уочила је важност антрополошких аспеката у изградњи усменог наратива. Разврставајући српске народне приповетке према савременој интернационалној класификацији, омогућила је улазак српских варијаната из новијих збирки у проширени каталог типова наратива (Hans-Jörg Uther, The Types of International Folktales, F.F. Communications, vol. CXXXV, Helsinki 2004).
Истраживала је афинитете и нетрпељивости између усмене прозне грађе и поетских врста пратећи формирање „неисторијске епике” (још у докторској дисертацији). У своју књигу Радост препознавања, која обухвата доба Немањића, Косовску битку и покосовски период укључила је историографију, указала на узроке и видове корелација епско-усмених и црквено-хришћанских слојева и њихову коегзистенцију у традицији, да би се концентрисала на сам механизам преноса усмено ←→ писано, који до тада није разматран. Држећи се Лотманове „естетике истоветности” у постављању књижевно-теоријске платформе, пронажла је у формилативности као књижевном поступку (карактеристичном за обе врсте књижевности) кључно средство за остваривање узајамних утицаја.
Проучавајући Косовску епику, историографију и средњовековне списе, сагледавала је како се сирова грађа стварних догађаја обликује захваљујући постојању развијене усмено-поетске граматике, кроз низ уметничко-функционалних модела који омогућују „спевавање”, те инсистирала на старости српске народне епике уопште.
Бавила се особеностима предања и њиховим врстама, као специфичној и још увек живој категорији усмене традиције на самој ивици усмене уметности речи, трагајући за „унутрањим” узроцима њихове виталности, али указала и на важност познавања социо-културног контекста у тумачењу усмених наратива фундираних у етнолошку, друштвену и историјску стварност неке заједнице. Посебно се задржала на улози културно-историјских предања у формирању, одржавању и преношењу традицијског „знања” и „веровања”, на друштвено-етичком нормирању и одржавању колективног сећања и „историјске свести”.
У Вуковој поетици српске усмене грађе (у књизи Казивати редом) сагледала је Вукову антиципацију појединих, знатно каснијих европских и америчких прилаза фолклору уопште.
Сажетом дефинисању фолклорних појмова, родова и врста, праваца истраживања у српској фолклористици, као и у кратком увиду у биографије проучавалаца народне књижевности посветила је низ одредница у различитим речницима и енциклопедијама.
Објавила је више школских антологија из народне поезије и прозе, уз потребне стручне и научне коментаре.
Била је почасни члан Комисије за фолклор при Међународном слвистичком комитету, носилац Повеље почасног члана Славистичког друштва Србије, Вукове повеље за истраживање националне културе и педагошке баштине, Повеље за животно дело Миле Недељковић. Била је почасни председник тада новооснованог Удружења фолклориста Србије. Била је члан Удружења књижевника Србије. Добила је Награду „Младен Лесковац” Матице српске и награду „Златна српска књижевност” Фонда Александра Арнаутовића „за изузетан допринос изучавању књижеве српске науке”. Под насловом Жива реч, у издању Балканолошког института и Филолошког факултета (ур. М. Детелић и С. Самарџија) 2011. године, посвећен јој је Зборник у коме су узели учешћа наши и страни научници.

## Награде и признања
Добитница је више награда, међу којима су:
1. Награда „Младен Лесковац”, за 2000, 2001. и 2002.
2. Вукова Повеља за истраживање националне културе и педагошке баштине
3. Повеља почасног члана Славистичког друштва Србије
4. Повеља за животно дело „Миле Недељковић”
5. Награда „Златна српска књижевност”, за изузетан допринос изучавању књижевне српске науке – Фонда Александра Арнаутовића.
6. Награда „Дејан Медаковић”, за студију Ковчежић Вука Караџића, 2015.[6]